# Jean-Marc Gounon
Jean-Marc Gounon (n. 1 ianuarie 1963, Aubenas) este un fost pilot francez de Formula 1 care a evoluat în Campionatul Mondial între anii 1993 și 1994.

## Cariera în Formula 1
| Sezon | Echipă          | Puncte | Loc clasament general |
| ----- | --------------- | ------ | --------------------- |
| 1993  | Minardi Team    | 0      | -                     |
| 1994  | MTV Simtek Ford | 0      | -                     |